# Poarta Meseșului
Poarta Meseșului reprezintă cea mai largă și cea mai accesibilă trecătoare dintre bazinul superior al Tisei și Transilvania, cu roluri semnificative din punct de vedere strategic  și de influențare a geografiei umane a spațiului românesc carpatic în timpul Antichității și Evului Mediu. Ea reprezintă locația legendară pe unde au pătruns în spațiul transilvănean maghiarii și în același timp limita vestică a fostului voievodat al lui Gelu.

## Date geografice
Morfologic este o trecătoarea de vale situată la nivelul aliniamentului estic al „Jugului intracarpatic”, ce face legătura între depresiunile Silvaniei (situată la vest de Munții Meseș si la nord de Munții Plopiș) și, depresiunile Agrij și Almaș (situate spre est în bazinele celor doi afluenți ai Someșului Mare).
Ea se individualizează în mod particular prin gradul de accesibilitate (este foarte scurtă și relativ largă), în raport cu celelalte zone de trecere din nord-vestul Transilvaniei: pe valea Crișului Repede (o trecătoare lungă și îngustă în Apusenilor în zona culoarului Gilău - Bologa - Ciucea ), pe valea Ragului în zona Stârciu – Buciumi și pe valea Someșului. În vestul Transilvaniei, doar valea Mureșului mai oferă un astfel de acces facil, spre interiorul ținutului.
Există în mod particular un element care favorizează folosirea Porții Meseșului, anume prezența la mică distanță de cea a Ortelecului (spre care accesul se face foarte ușor), a văii Zalăului. Aceasta, largă, rectilinie și cu lipsa unor căderi de nivel, se continuă cu valea Crasnei. Împreună realizează un culoar accesibil de vale dinspre Câmpia Panonică, ce a constituit principala arteră de circulație din preistorie până în centrul Transilvaniei. Fără a mai fi necesară urcarea unor înălțimi, calea a devansat intrarea pe văile Crișului, Barcăului sau Someșului.
Rețeaua actuală de transport din zonă este formată din:
- DJ191C care străbate Poarta Meseșină pe porțiunea Zalău-Creaca
- DJ108A pe valea Agrijului
- DN1H pe porțiunea Zalău–Jibou (include valea Apei Sărate)
- DN1F dintre Zalău și Cluj pe porțiunea care străbate culmea Munților Meseșului

Între Zalău și Jibou se găsește linia ferată secundară 412, care se conectează la Jibou cu Magistrala CFR 400 de pe valea Someșului.
Cele mai apropiate aeroporturi se află la Cluj, respectiv Baia Mare.

### Geologie

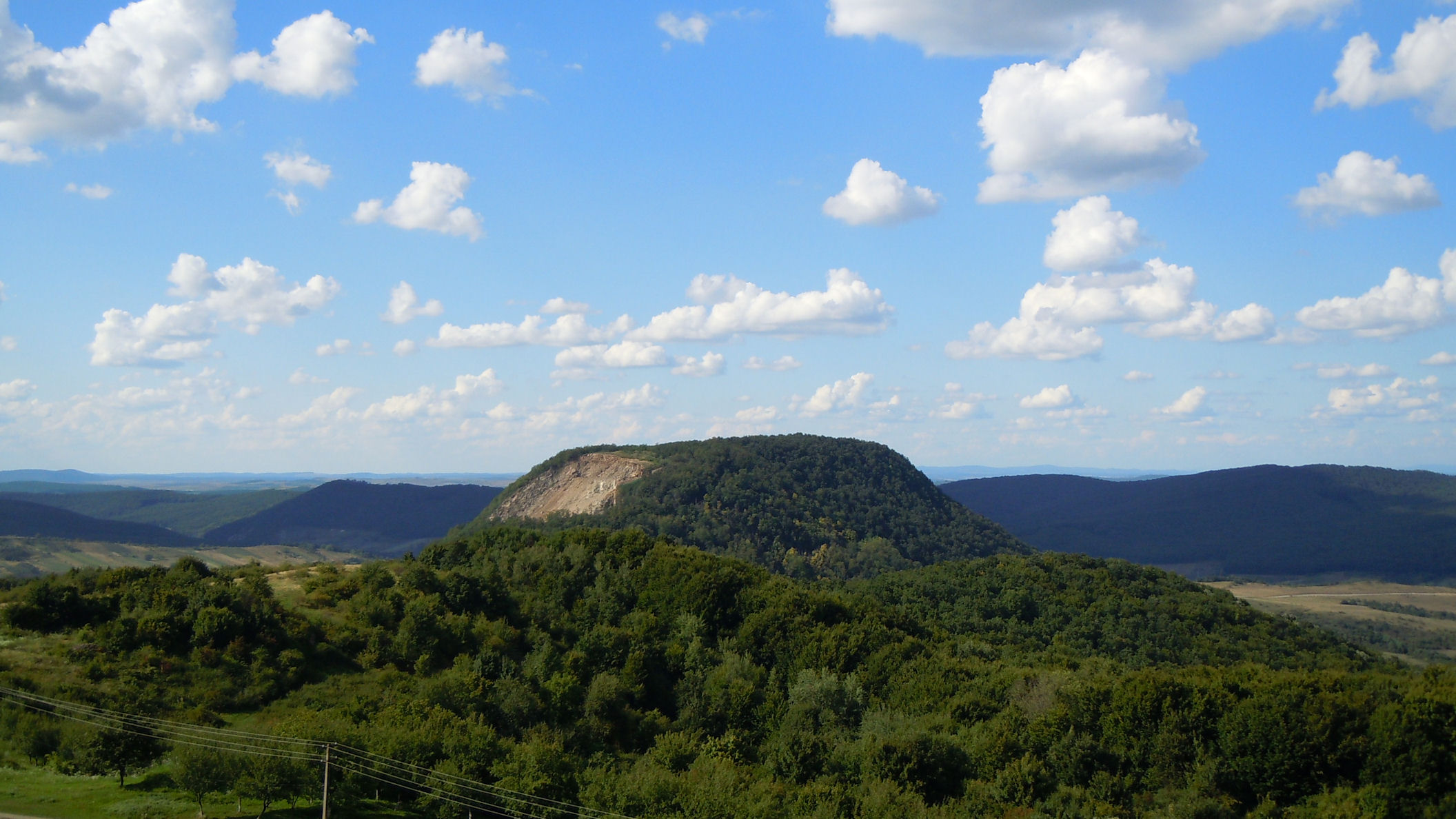
Măgura Moigradului. În spatele acesteia se află valea Ortelecului

Geografic ea este constituită prin intermediul ramificației finale a Munților Apuseni – Munții Meseșului, cu orientare nord-est - sud-vest, ce fac corp comun spre sud cu masivul Vlădeasa și corpul central al Apusenilor.
Aflată într-o zonă eruptivă, trecătoarea a apărut pe fondul mișcărilor tectonice din a doua parte a terțiarului care au dus atât la scufundarea unei falii transversale (falia Moigradului) axată de valea Ortelecului, cât și la la apariția – mai târziu, a conului vulcanic al a Măgurii Moigradului. Magmatitele, reprezentate prin riolite (laramice), microdiorite și andezite (neogene), sunt evidențiate inclusiv în măgurile Pometului și Citerei. Procesul de adâncire a faliei și de ridicare a măgurilor vulcanice (Moigrad, Pomet, Citera) a rupt culmea Meseșului împingând partea finală a acesteia – din care au rămas doar dealurile Poguior, Măgurița (Măguricea), Dealul Mare, Comorâște, Dumbrava și cel al Cigleanului (300 – 550 m altitudine). Dincolo de falia Moigradului, spre nord sunt prezente sedimentele neozoice.

### Geomorfologie

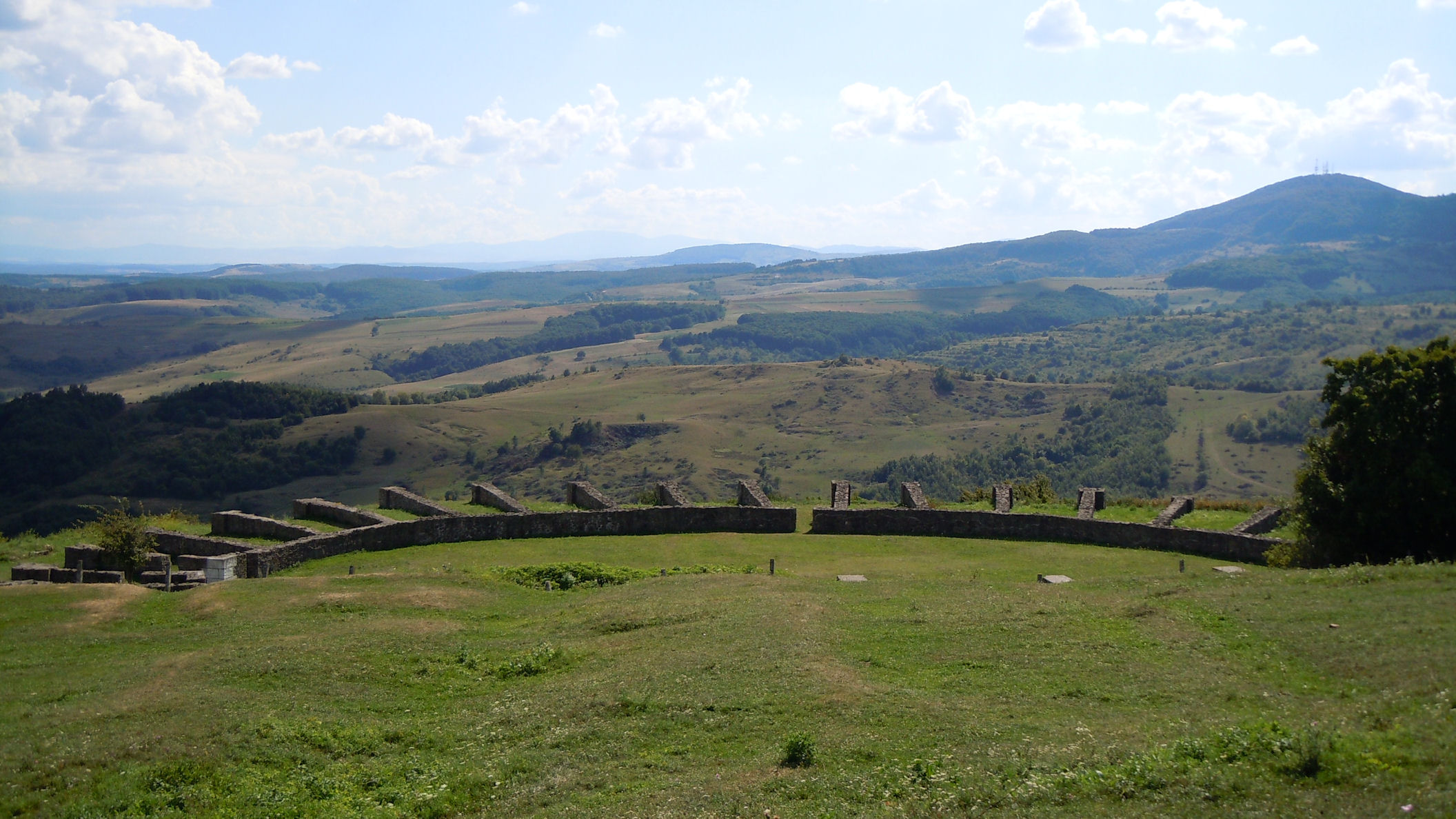
Perspectivă spre sud-est spre depresiunea Agrij de la poalele dealului Citera. În prim plan amfiteatrul de la Porolissum, în dreapta culmea Meseșului

Râul Ortelec – ce curge dinspre vest spre est pe lângă Măgura Moigradului secundar mișcărilor tectonice și se varsă în valea Agrijului lângă Creaca, reprezintă zona axială a Porții Meseșine, care este practic un culoar cu lățime ce variază între 200–300 m – 2 km (punctul cel mai îngust al văii este identificat prin toponimul actual „La Strâmtură”). Dacă la stânga văii se găsesc dealurile Măguricea, Poguior, Dealul Mare, Comorâște, Dumbrava, Dealul Cigleanului, la dreapta se află aliniamentul geologic inițial format din dealurile Porcarului, Comirii, Ferice, Măgura Moigradului, Ursoaiei și Citerii (dealurile Măgura Moigradului – 514 m, Poguior, Pomet – 501 m și Citera  – 502 m domină trecătoarea).
Râurile Agrij și Apa Sărată flanchează culmea Munților Meseș spre sud-est, respectiv prelungirea deluroasă de la stânga văii Ortelecului a culmii acestora spre nord-vest. Cu trasee aproximativ paralele, zona celor două văi formează culoare accesibile până la valea Someșului.
Două culmi cu orientare nord–sud continuă după Jibou Munții Meseșului spre nord și încadrează cursul Someșului Mare: a Sălajului spre vest și a Prisnelului spre est.

## File de istorie

Harta provinciei romane Dacia între anii 106 și 271

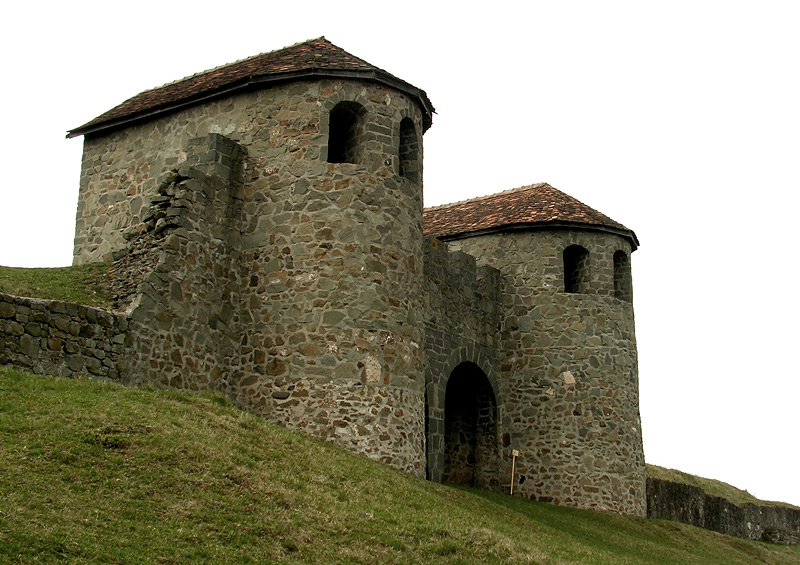
Poarta Praetoria – Castrul roman de la Porolissum

Controlul accesului prin trecătoare se făcea prin intermediul unor fortificații încă de pe vremea dacilor (cetățuia de pe dealul Poguior și dava de la Porolissum).
În arealul celor două aliniamente de dealuri dintre Apa Sărată (satele Mirșid, Popeni, capătul satului Cuceu), și Agrij (satele Romita, Brusturi, Jac, Creaca, Lupoaia, Prodănești) alături de cel al orașului Jibou, precum și în zona înaltă a Meseșului, romanii au amenajat un complex sistem defensiv de apărare a frontierei nord-vestice a provinciei Dacia Porolissensis („Limes Porolissensis”).
Cu predilecție pe firul unor căi naturale de acces a fost ridicată astfel linia avansată de apărare formată din fortificații de pământ, ziduri, turnuri de apărare și semnalizare, valuri de pământ și șanțuri de apărare. Bazele de apărare au fost construite spre Transilvania în spatele Munților Meseșului, unde a fost edificată o linie de castre în care se aflau sediile trupelor auxiliare cu rol de apărare. (garnizoanele) – Bologa (Resculum), Buciumi,  Românași (Largiana), Romita (Certiae), Moigrad (Porolissum) (Pomet și Citera), Tihău pe Someș, Sutoru (Optatiana). În zonă au staționat 4000-5000 de soldați în primul secol, aprox. 6000-7500 la începutul celui de-al doilea și 3500-4000 mai târziu.
După retragerea romană în zonă este atestată locuirea, pentru ca mai târziu în secolul VII arealul – încă locuit, să fie tranzitat de slavi – spre vest. Pentru perioada secolelor VII-IX vestigiile arheologice databile sunt absente. După secolele X-XI zona este devastată de atacurile migratorilor. Se consemnează reluarea activității de fortificare a zonei din motive de apărare în secolele X-XIII, inclusiv pe fondul invaziilor tătare. Urme ale unor asemenea  cetăți medievale se conservă la Almaș, Moigrad, Valcău, Cheud, Cehu Silvaniei și Șimleul Silvaniei.

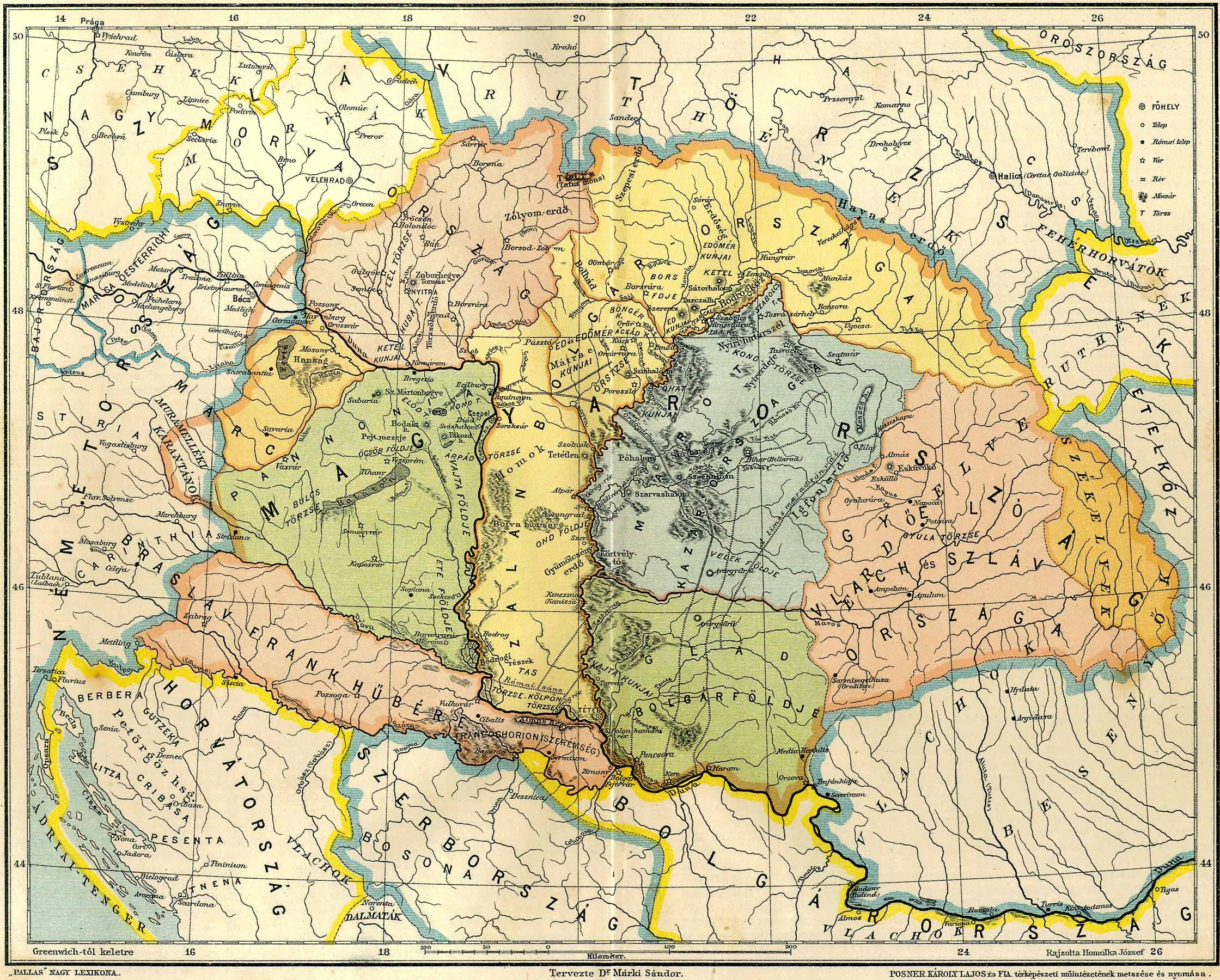
Formațiuni statale medievale înainte de invazia maghiară, după descrierea lui Anonymus

Printre evenimentele istorice semnificative care sunt legate de Poarta Meseșului, se numără:
- Incursiunile maghiare
- Campaniile militare împotriva cumanilor și pecenegilor ale lui Ladislau I al Ungariei
- Drumul regelui Andrei al III-lea al Ungariei către adunare nobiliară de la Alba-Iulia din 1291

Până în secolul al XVI-lea, singurele  căi de acces utilizate spre Transilvania din zona Tisei superioare erau cele prin valea Zalăului și Poarta Meseșeană., ultima reprezentând cea mai importantă cale de trecere.
Amintirea limitei militare și politice reprezentată de Poarta Meseșului persistă și actual, prin denumirea locuitorilor de la vest de această linie cu apelativul de ungureni și a celor dinspre este ardeleni.
Prin Poarta Meseșului trecea odinioară drumul tradițional al sării.

## Obiective turistice locale și de vecinătate
- Rezervația arheologică de la Porolissum
- Grădina Zmeilor din satul Gâlgău Almașului
- Cetatea Almașului de lângă satul Almașu
- Bisericile de lemn sălăjene din zonă
- Grădina Botanică și ansamblul Wesseleny din Jibou